# Johnson Hagood
Johnson Hagood, född 21 februari 1829 i Barnwell i South Carolina, död 4 januari 1898 i Barnwell i South Carolina, var en amerikansk demokratisk politiker och militär. Han tjänstgjorde som brigadgeneral i Amerikas konfedererade staters armé i amerikanska inbördeskriget. Han var South Carolinas guvernör 1880–1882.
Hagood utexaminerades från militärhögkolan The Citadel, studerade sedan juridik och inledde 1850 sin karriär som advokat i South Carolina. I inbördeskriget tjänstgjorde han i sydstaternas armé och avancerade till brigadgeneral.
Hagood efterträdde 1880 Thomas Bothwell Jeter som South Carolinas guvernör och efterträddes 1882 av Hugh Smith Thompson. År 1898 avled Hagood och gravsattes i Barnwell. Militärhögskolan The Citadels stadion, Johnson Hagood Stadium, har fått sitt namn efter Hagood.